# Суровое испытание (пьеса)
«Суровое испытание» (англ. The Crucible) — пьеса американского драматурга Артура Миллера, частично основанная на реальных событиях процессов над салемскими ведьмами. Обладатель премии Тони в номинации «Лучшая пьеса» 1953 года. Пьеса считается одной из основополагающих для американской драматургии.

## Создание
Миллер написал «Суровое испытание» как аллегорию на политику маккартизма, когда руководство Соединенных штатов преследовало граждан по обвинениям в коммунизме. В 1956 году сам Миллер был вызван на слушания в комиссию по расследованию антиамериканской деятельности Палаты представителей и в 1957 году осужден за «пренебрежение к Конгрессу» в связи с отказом называть имена писателей, с которыми посещал коммунистические собрания. Его имя попало в «Черный список Голливуда».
Некоторые персонажи Миллера были основаны на людях, о которых мало что известно, кроме протоколов их показаний на процессе. Прототипами других послужили выжившие, обвинители, судьи, которые сами описывали свою роль в этом судебном процессе. Несмотря на историческую основу, в пьесе Миллера содержится много неточностей, как намеренных, так и случайных. К примеру, возраст главных героев был изменен, чтобы роман между ними выглядел правдоподобным.
Действие пьесы происходит в провинции Массачусетс-Бэй спустя 70 лет после прибытия первых поселенцев. Реальные люди, на жизнях которых основаны персонажи пьесы, к этому времени, скорее всего, сохранили региональные акценты родных стран и местностей. Миллер вложил в слова своих героев разговорные выражения и диалектизмы, чтобы добиться большей исторической достоверности.

## Действующие лица
- Преподобный Сэмуэль Пэррис — салемский священник, прокурор на процессе
- Титуба — рабыня в семье Пэрриса
- Эбигейл Уильямс — племянница Пэрриса, главный обвинитель на процессе
- Энн Патнем — богатая жительница Салема, потерявшая 7 детей
- Томас Патнем — муж Энн, пытающийся нажиться на конфискованных у осужденных землях
- Бэтти Пэррис — 10-летняя дочь Пэрриса, одна из основных обвинителей на процессе
- Мёрси Льюис — одна из основных обвинителей на процессе
- Мэри Уоррен — прислуга в доме Прокторов
- Джон Проктор — фермер, обвиняемый на процессе
- Джайлс Кори — друг Проктора
- Ребекка Нёрс — обвиняемая на процессе
- Преподобный Джон Хейл — молодой священник, «эксперт» в области колдовства
- Элизабет Проктор — супруга Джона Проктора, обвиняемая на процессе
- Джордж Геррик — судебный пристав
- Джон Уиллард — помощник судебного пристава
- Судья Джон Хоторн — судья на процессе
- Томас Дэнфорт — заместитель губернатора, судья на процессе[к. 1]

## Сюжет
17-летняя Эбигейл Уильямс, племянница преподобного Пэриса, дочь пастора Бэтти и другие девушки были замечены в лесу в обществе рабыни Титубы за проведением некого подобия языческого ритуала. Чтобы избежать наказания, с подачи Эбигейл девушки начинают утверждать, что были одержимы дьяволом, который на них наслали ведьмы. В качестве "ведьм" называются наиболее безобидные и одинокие члены общины — нищенка, одинокая вдова. Однако дело приобретает серьезный оборот, когда по приглашению преподобного в Салем приезжает специализирующийся на разоблачении козней дьявола священник Хейл, а затем и вице-губернатор провинции Томас Дэнфорт. Девушки преисполняются сознания своей значимости, но при этом вынуждены называть всё новые и новые имена, в том числе уважаемых горожан. Энн Патнем, жена зажиточного фермера, считает, что её бесконечные выкидыши — следствие ведовства, а её муж, Томас, не против, если процесс отдаст в его руки спорные земли соседей. Вскоре среди схваченных по обвинению в ведовстве оказывается и Элизабет Проктор, в чьей семье Эбигейл работала, пока Элизабет не стало известно о романе её мужа, Джона, с молоденькой служанкой. После измены Джона в семье Прокторов отношения между супругами оказались натянутыми, но после ареста жены Проктор намерен спасти жену. Проктор понимает, что для этого надо вывести на чистую воду Эбигейл, которая и возвела напраслину на Элизабет, стремясь избавиться от соперницы. В лживости Эбигейл Джон уверен, так как ему единственному она рассказала, что тем злополучным утром в лесу они с девушками просто дурачились, но появился преподобный Пэрис и от страха они начали лгать.
Судьи, безоговорочно верящие Эбигейл, Бетти и другим девочкам, приговаривают к казни все больше жителей Салема. Джон Проктор является в суд и рассказывает об истинных причинах поведения девушек, которые сами запутались в своей лжи. Судьи во главе с Дэнфортом начинают сомневаться, но Эбигейл удаётся организовать коллективную истерику среди свидетельниц обвинения. Поведение девушек настолько очевидно похоже на одержимость дьяволом, что Проктор решается на отчаянный шаг: он признаётся в связи с Эбигейл, прелюбодеянии, что является серьёзным проступком для пуританской общины. Джон так же говорит, что его жена Элизабет, самая честная женщина в мире, не возражает против обвинений Эбигейл лишь из страха погубить своего мужа.
Томас Дэнфорт решает устроить испытание для Элизабет Проктор:  её вызывают в суд и спрашивают о том, изменял ли ей муж. Элизабет колеблется, но всё-таки решает солгать и ответить отрицательно. Проктора арестовывают как колдуна, который пытался обвинить жертв в сговоре. Дэнфорт приговаривает его к смерти.
Джон Хейл, в начале активно поддерживающий процесс, понимает, что и Дэнфорту, и другим членам суда ясно и то, что Элизабет Проктор солгала, чтобы спасти мужа, и то, что весь процесс есть следствие наговоров испуганных девушек, возглавляемых Эбигейл. Хейл не может переубедить суд, но он пытается спасти как можно больше осужденных, уговаривая их сознаться и тем самым сохранить жизнь. Джон Проктор узнав, что признание будет предано огласке, отказывается от сделки с совестью, чтобы сохранить своё честное имя. В последнем разговоре его жена Элизабет просит у него прощения за то, что так долго не могла поверить в его раскаяние за измену, в последние минуты супруги воссоединяются духовно. После этого Джон идёт на казнь.

## Постановки
Премьера пьесы состоялась в бродвейском театре Мартина Бека 22 января 1953 года. Режиссёром постановки выступил Джед Харрис, а главные роли исполнили Беатрис Стрейт (Элизабет Проктор) и Артур Кеннеди (Джон Проктор). Миллер был недоволен этой редакцией и спустя 6 месяцев настоял на смене некоторых исполнителей, а также дописал ещё одну сцену. Пьеса выиграла Тони, а также заняла второе место по итогам выборов «лучшей новой американской пьесы» Нью-Йоркским сообществом театральных критиков.
Возобновленные постановки прошли в 1964, 1972, 1991, 2002, 2016 годах. Спектакль 2002 года был поставлен в театре Вирджиния британским режиссером Ричардом Эйром. Главные роли исполнили Лиам Нисон (Джон Проктор), Лора Линни (Элизабет Проктор), Анджела Беттис (Эбигейл Уильямс), Кристен Белл. Спектакль получил 6 номинаций на премию Тони, в том числе за лучший возобновленный спектакль, за лучшую режиссуру пьесы, за лучшую мужскую роль, за лучшую женскую роль и за лучшую мужскую роль второго плана (Брайан Мюррей за роль Дэнфорта). Постановку 2016 года в театре Уолтера Керра осуществил авангардный голландский режиссер Иво ван Хове: он и сценограф Ян Версевельд создали на сцене «атмосферу вне времени и пространства», а судебному разбирательству придали черты сходства с сенатскими слушаниями. Свои дебютные роли на Бродвее в этом спектакле сыграли Бен Уишоу (Джон Проктор) и Сирша Ронан (Эбигейл Уильямс). Роль Элизабет Проктор воплотила Софи Оконедо, Дэнфорта — Киаран Хайндс. Спектакль был номинирован на 4 премии Тони (в том числе для Оконедо и за лучший возобновленный спектакль), а Бен Уишоу получил премию Theatre World, вручаемую за лучший дебют на нью-йоркских подмостках.
На лондонской сцене «Суровое испытание» впервые появилось в театре Олд Вик в 1965 году (постановка Лоренса Оливье, труппа Национального театра). Пьеса возвращалась на сцену Национального театра в 1980 году и в 1990 году. Последняя принесла номинацию на премию Лоренса Оливье за роль Элизабет Проктор Зои Уонамейкер. В 2006 году пьеса была поставлена Королевской шекспировской труппой (режиссер Доминик Кук). Роль Джона Проктора исполнил Иэн Глен (номинация на премию Лоренса Оливье), его супруги Хелен Шлезингер, Эбигейл Уильямс — Элейн Кэссиди. Постановка выиграла премию Лоренса Оливье за лучший возобновленный спектакль и за лучшую режиссуру. В 2014 году Яль Фарбер поставила пьесу в театре Олд Вик с Ричардом Армитаджем в роли Джона Проктора. Постановка получила хорошие отзывы.
Осенью 2022 года «Суровое испытание» будет вновь представлено на сцене Королевского национального театра в постановке Линдси Тёрнер. Роль Эбигейл Уильямс исполнит звезда телесериала «Корона» Эрин Доэрти, Джона Проктора — австралийский актёр Брендан Коуэлл.

## Экранизации
Первый фильм по пьесе, «Салемские колдуньи», был снят уже в 1957 году французским режиссёром Реймоном Руло по сценарию Жан-Поля Сартра. Фильм был совместным франко-восточногерманским проектом и снимался на студии Бабельсберг в Потсдаме. Сартр переработал текст Миллера и изменил концовку. Главные роли в фильме сыграли Ив Монтан (Джон Проктор), Симона Синьоре (Элизабет), Милен Демонжо (Эбигейл), Реймон Руло (Дэнфорт), Жан Дебюкур (Сэмуел Пэррис).
В 1996 году британский режиссёр Николас Хайтнер снял фильм «Суровое испытание» по сценарию самого Артура Миллера. Роль Джона Проктора исполнил Дэниел Дэй-Льюис, Элизабет Проктор — Джоан Аллен, Эбигейл Уильямс — Вайнона Райдер, Дэнфорта — Пол Скофилд. Фильм получил признание критиков и получил большое количество номинаций на различных кинофестивалях, в том числе номинацию на Оскар за лучший адаптированный сценарий (Миллер), номинацию на BAFTA за лучший адаптированный сценарий, номинацию на премию «Спутник» за лучший адаптированный сценарий, номинацию на Золотого медведя Берлинского кинофестиваля.

## Комментарии
1. ↑  Одна из неточностей, допущенных Миллером, состоит в том, что Данфорт, хотя и был магистратом и исполняющим обязанности губернатора, непосредственно в суде не участвовал. Эту роль на себя принял магистрат Уильям Стаутон.
2. ↑  Небольшие роли судебных приставов в этом спектакле сыграли начинающие тогда актеры Энтони Хопкинс и Майкл Гэмбон.